# Кладник
Кладник (мкд. Кладник) је насеље у Северној Македонији, у западном делу државе. Кладник припада општини Кичево.

## Географија
Насеље Кладник је смештено у западном делу Северне Македоније. Од најближег већег града, Кичева, насеље је удаљено 20 km јужно.
Кладник припада историјској области Доња Копачка. Село је положено на висовима планине Баба Сач, а изнад долине невелике Беличке реке, притоке Треску. Надморска висина насеља је приближно 950 метара.
Клима у насељу је планинска због знатне надморске висине.

## Становништво
Кладник је према последњем попису из 2002. године имао 20 становника.
Већинско становништво су етнички Македонци (100%).
Претежна вероисповест месног становништва је православље.